# Johanniterburg Kühndorf
Die Johanniterburg Kühndorf, später auch als Schloss Kühndorf bezeichnet, wurde 1315 vom Johanniterorden auf den Resten einer Vorgängerburg als Kastell aus Breitwohntürmen errichtet und durch die Grafen von Henneberg zur letzten Residenz ausgebaut. Seit 1991 wurde die Burg aus privaten Mitteln renoviert und kann besichtigt werden. Die Johanniterburg Kühndorf ist das einzige private Objekt der Burgenstraße Thüringen.

## Geographie
Die Höhenburg liegt nördlich des Ortszentrums von Kühndorf in Thüringen am Fuße des Dolmar, der nordöstlich liegt. Der Ort befindet sich sieben Kilometer östlich von Meiningen an der Kreisstraße 581 sowie unweit der Bundesstraße 19 und der Anschlussstelle Meiningen-Nord der Autobahn 71 Sangerhausen–Schweinfurt.

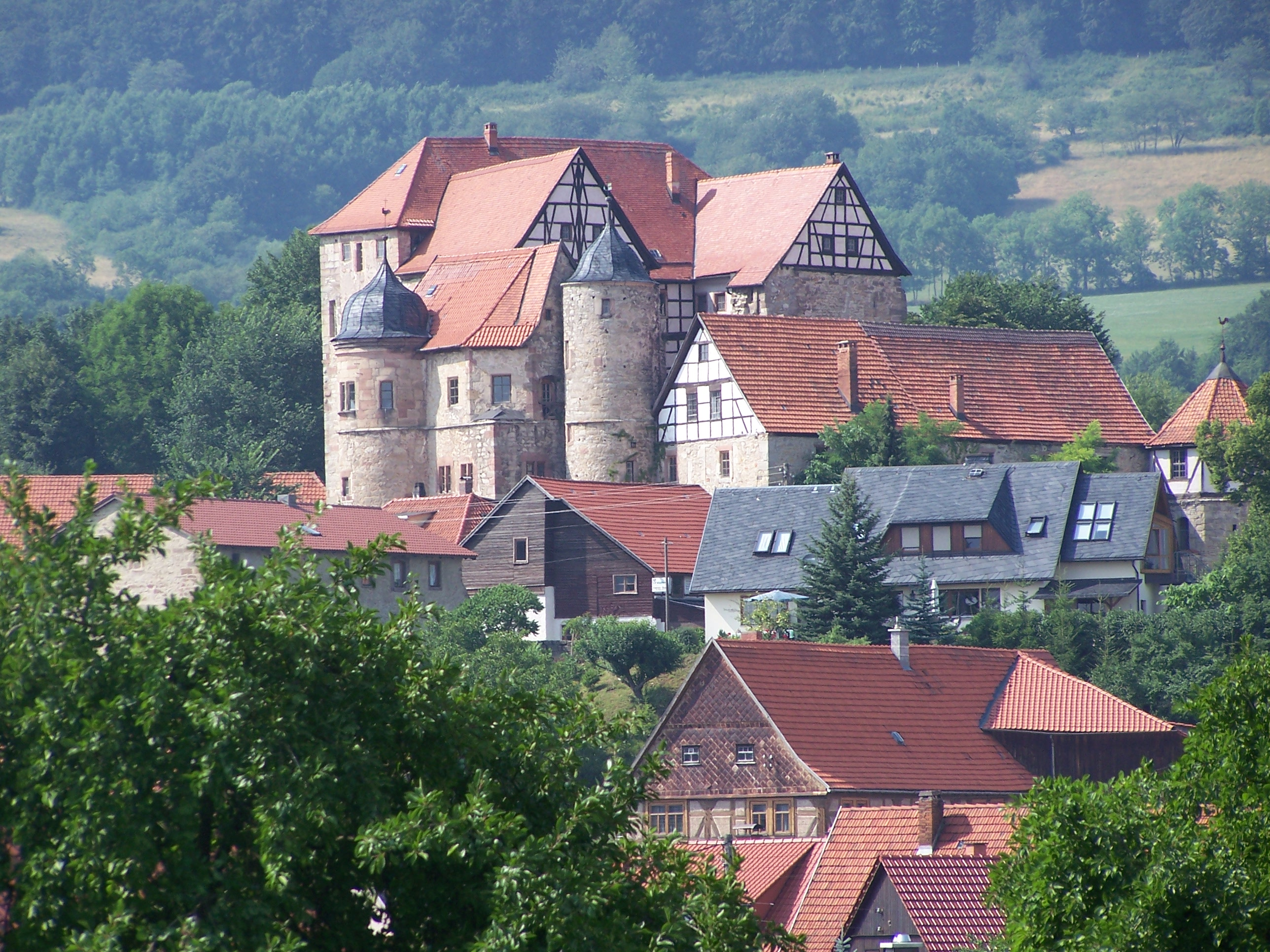
Johanniterburg Kühndorf. Ansicht von Südosten

## Geschichte

### Besiedlung
Die Johanniterburg steht auf altem Siedlungsgrund. Schon in der Keltenzeit gab es auf den Dolmar eine Siedlung mit Befestigungsanlage. Nach Abwanderung der Kelten wurde die Region germanisch besiedelt. Bis zum Thüringer Wald durch die Thüringer, im Werratal aber durch Franken. Mit Besiedlung der Franken wurden geordnete Dörfer angelegt und es erscheinen erste Urkunden. Kühndorf ist einer der ersten Orte, die hier in der Region urkundlich erwähnt werden: Bereits 795 erscheint Chunitorpfe in einer Schenkungsurkunde an die Abtei Fulda. Politisch gehörte Kühndorf seit dem Spätmittelalter zum Fränkischen Kreis, das sein Zentrum in Würzburg hatte.

### Herren von Kühndorf
Im Jahr 1137 wurde in der Kaiserpfalz im benachbarten Rohr eine Urkunde ausgestellt, an der das Siegel eines Gottfrieds von Kühndorf hängt. Das erste Mal nennt sich jemand mit Nachnamen nach diesem Ort und man kann davon ausgehen, dass es sich um einen Adligen handelt, der im Krieg als Ritter auf einem Pferd saß und in Kühndorf einen Rittersitz hatte.

### Vorgängerburg
1274 wird erstmals eine Burg, nun im Besitz der Grafen von Henneberg erwähnt. Reste dieses Steinbaus sind in der heutigen Burg noch zu sehen: Der Stumpf des Bergfrieds mit Buckelquadern aus der ersten Hälfte des 13. Jahrhunderts und in den Wänden verbaute Spolien. Diese Burg wurde aber 1315 abgerissen und durch einen Neubau des Johanniterordens ersetzt.

### Burg des Johanniterordens
Unter Berthold VII. genannt Berthold der Weise, erlebte die Grafschaft Henneberg eine Blütezeit. Berthold VII. war einer der wichtigsten innenpolitischen Berater von drei deutschen Königen und Kaisern und zeitweilig als Vormund des böhmischen Königs eingesetzt und in dieser Zeit in den Stand eines Reichsfürsten erhoben. Berthold der VI., der ältere Bruder von Berthold dem Weisen, war für den geistlichen Stand vorgesehen und trat 1291 in den Johanniterorden ein und bekleidete dort hohe Ämter. 1315 verkauft Berthold der Weise an seinen Bruder Berthold VI. und dem Johanniterorden den Berg Dolmar, umliegende Dörfer und explizit die Burg Kühndorf mit der Genehmigung, dort eine neue Burg zu errichten. Dass der Johanniterorden mitten im Henneberger Land eine Burg erbaut ist völlig ungewöhnlich, denn der Orden hatte in Mitteleuropa keine militärische Funktion. Man kennt nur drei weitere Burgen des Ordens im deutschen Sprachraum, wobei Kühndorf als einzige in Deutschland erhalten blieb.
Die Johanniterburg wurde ordenstypisch als Kastell aus zwei Breitwohntürmen angelegt. Ein Wappenstein aus der Erbauerzeit zeigt die Trennung in säkularen und klösterlichen Bereich.

### Ausbau durch die Grafen von Henneberg-Römhild
Nachdem Berthold VI. und sein Neffe Berthold VIII., der als Großprior der Deutschen Zunge auch auf der Johanniterburg Kühndorf lebte, gestorben waren, verlor der Orden das Interesse an der Johanniterburg. Die Burg steht zum Verkauf und wird schließlich unter den verschiedenen Interessenten aufgeteilt. 1444 kaufte Georg I. von Henneberg-Römhild schließlich alle Anteile auf und modernisiert die Burg für eine Verteidigung mit Feuerwaffen, indem er eine Zwingeranlage mit fünf Türmen um die Burg legt.

### Residenz der Grafen von Henneberg-Schleusingen
Die Römhilder Linie starb mit Hermann VIII. 1549 aus und die Johanniterburg Kühndorf geht in den Besitz der Linie Henneberg-Schleusingen über. Unter Wilhelm IV. von Henneberg-Schleusingen wird ein Amtsgericht für die umliegenden Dörfer in Kühndorf eingerichtet. Sein Sohn Georg Ernst verlegte 1569 für kurze Zeit sogar seine Residenz auf die Johanniterburg Kühndorf. 1583 stirbt mit Georg Ernst von Henneberg-Schleusingen das Geschlecht aus.

### Ererbung durch die Herzöge zu Sachsen
Das Henneberger Land erbten 1583 die Herzöge zu Sachsen, die in Kühndorf nur noch den Verwaltungs- und Gerichtssitz des Amtes Kühndorf hatten, so dass die Johanniterburg in einen Dornröschenschlaf fiel. Neben kleinen Umbauten in der Torburg blieb die Johanniterburg im Charakter der Spätgotik erhalten.
Beim Wiener Kongress 1815 wird das Amt Kühndorf an Preußen abgetreten und gehörte fortan zur Provinz Sachsen.

### Eigentümer der Burg 1900 bis 1945
Im Jahr 1902 verkaufte Preußen die Unterburg an Michael Keßler, einen Bauern aus Kühndorf, der die Burg unter seinen sechs Töchtern aufteilte und die Oberburg an Rittmeister Simon gab. 1920 wurde die Oberburg weiterverkauft an Dr. Treupel, einen Jenaer Arzt, der hier einen Waffensaal, eine Gaststätte und Herberge einrichtete. 1945 wurde die Oberburg enteignet und kam in Volkseigentum unter Rechtsträgerschaft der Gemeinde. In den Nachkriegsjahren wurden Flüchtlinge und Aussiedler einquartiert und die Schulspeisung wurde eingerichtet.

## Heutige Nutzung
1991 kauften Johann-Friedrich und Gudula von Eichborn, die auch Schloss Friesenhausen in Unterfranken saniert haben, die Oberburg von der Gemeinde und die Unterburg aus privater Hand. Es folgten umfangreiche Renovierungs- und Instandhaltungsmaßnahmen. Die historische Substanz wurde wieder freigelegt und die Burg für Besichtigungen geöffnet. 2006 zogen Konstantin und Sophie von Eichborn nach Kühndorf und übernahmen bis 2013 die Bewirtschaftung der Burg von den Eltern. Seit 2017 lebt hier seine Schwester Elisabeth Freifrau Truchseß von Wetzhausen mit ihrer Familie. Heute wird die Johanniterburg vor allem für Familienfeiern wie Hochzeiten, Geburtstage und Familientreffen oder Ferienaufenthalte genutzt. Zudem gibt es Führungen und in der Vergangenheit auch sogenannte Burgbelebungen mit Darstellern in historischen Kostümen und mit alter Ausrüstung.
Die Johanniterburg war Drehort für den Märchenfilm „Brüderchen und Schwesterchen (2008)“ und den Horrorfilm „Sin Reaper 3D“ (2012).